# هراکلیتوس ۵۲۰۴
سیارک ۵۲۰۴ (به انگلیسی: 5204 Herakleitos، نامگذاری:1988CN2) پنج هزار و دویست و چهارمین سیارک کشف شده‌است که در ۱۱ فوریه ۱۹۸۸ کشف شد.
قدر مطلق سیارک برابر ۱۲٫۲۰ است.